# Zahalci
Zahalci (ukr. Загальці) – wieś na Ukrainie, w obwodzie kijowskim, w rejonie buczańskim. W 2001 liczyła 2029 mieszkańców, wśród których 1974 jako ojczysty język wskazało ukraiński, 51 rosyjski, 2 białoruski, a 2 inny.
Znajduje tu się przystanek kolejowy Zahalci, położony na linii Kijów – Korosteń – Kowel.